# Дискография Kool & the Gang
Дискография американской группы Kool & the Gang, исполняющей музыку в жанрах ритм-энд-блюз и фанк, включает в себя 22 студийных альбома, 5 концертных альбомов, 23 сборника, 1 мини-альбом, 68 синглов и 4 видеоальбома.
Дебютный альбом — одноимённый группе — Kool and the Gang, был издан в 1969 году лейблом De-Lite Records. Пластинка Music Is the Message, изданная в 1972 году, достигла 25 позиции в американском R&B-чарте. Good Times, выпущенный в том же году, занял 124 место в Billboard 200, в хит-параде R&B-альбомов — 34. Следующий релиз, Wild and Peaceful, стал для коллектива коммерческим прорывом, а на родине группы ему был присвоен золотой статус. Сингл «Holywood Swinging» занял первое место в Hot R&B/Hip-Hop Songs. Другой сингл, «Jungle Boogie», дошел до 2 позиции. Пятый альбом, Light of Words, получил золотой статус в США. «Higher Plane» (1974) и «Spirit of the Boogie» из одноимённого альбома (1975) возглавили чарт R&B-синглов. Альбомы Love & Understanding и Open Sesame Kool & the Gang выпустили в 1976 году. Пластинка The Force, изданная в 1977 году и записанная в жанрах диско и фанк, не получила одобрения критиков. На Ladies Night коллектив изменил своё звучание в сторону попа, и благодаря выходу этого релиза  добился большего успеха. В 1980 году «Celebration» стала хитом номером 1. Совместно с продюсером Эумиром Деодато группа выпустила синглы «Take My Heart (You Can Have It If You Want It)», «Get Down on It» и «Big Fun», а также альбомы Something Special и As One. За период 1983 — 1984 коллективом были изданы успешные альбомы In the Heart и Emergency, первый из которых получил золотой статус в США, а серебряный — в Великобритании. Второй стал дважды платиновым в США и платиновым в Канаде. Песни «Joanna», «Cherish», «Fresh» возглавляли американский хит-парад R&B-синглов. Forever, выпущенный в 1986 году, был сертифицирован как золотой в США и Канаде. Последним успешным синглом коллектива стал «Victory»,  достигший 2 позиции в Швейцарии. Следующие релизы Sweat, Unite, State of Affairs, Gangland и Still Kool, изданные за время 1989 — 2007, не имели большого успеха, а также практически обошли стороной хит-парады.

## Студийные альбомы
| Год                                       | Описание                                                                                   | Максимальные позиции в чартах | Максимальные позиции в чартах | Максимальные позиции в чартах | Максимальные позиции в чартах | Максимальные позиции в чартах | Максимальные позиции в чартах | Максимальные позиции в чартах | Максимальные позиции в чартах | Максимальные позиции в чартах | Максимальные позиции в чартах | Максимальные позиции в чартах | Максимальные позиции в чартах | Сертификации                                             |
| Год                                       | Описание                                                                                   | СОЕ                           | СОЕ R&B                       | СОЕ Jazz                      | АВС                           | АВТ                           | ВЕЛ                           | ГЕР                           | ИТА                           | КАН                           | НИД                           | НОЗ                           | ШВА                           | Сертификации                                             |
| ----------------------------------------- | ------------------------------------------------------------------------------------------ | ----------------------------- | ----------------------------- | ----------------------------- | ----------------------------- | ----------------------------- | ----------------------------- | ----------------------------- | ----------------------------- | ----------------------------- | ----------------------------- | ----------------------------- | ----------------------------- | -------------------------------------------------------- |
| 1969                                      | Kool & the Gang - Релиз: 1969 - Лейбл: De-Lite Records - Форматы: LP, CD                   | —                             | 43                            | —                             | —                             | —                             | —                             | —                             | —                             | —                             | —                             | —                             | —                             |                                                          |
| 1972                                      | Music Is the Message - Релиз: Июль 1972 - Лейбл: De-Lite Records - Форматы: LP, CD         | —                             | 25                            | —                             | —                             | —                             | —                             | —                             | —                             | —                             | —                             | —                             | —                             |                                                          |
| 1972                                      | Good Times - Релиз: Ноябрь 1972 - Лейбл: De-Lite Records - Форматы: LP, CD                 | 142                           | 34                            | —                             | —                             | —                             | —                             | —                             | —                             | —                             | —                             | —                             | —                             |                                                          |
| 1973                                      | Wild and Peaceful - Релиз: Сентябрь 1973 - Лейбл: De-Lite Records - Форматы: LP, CD        | 33                            | 6                             | —                             | —                             | —                             | —                             | —                             | —                             | 53                            | —                             | —                             | —                             | - СОЕ: Золотой                                           |
| 1974                                      | Light of Worlds - Релиз: Сентябрь 1974 - Лейбл: De-Lite Records - Форматы: LP, CD          | 63                            | 16                            | —                             | —                             | —                             | —                             | —                             | —                             | —                             | —                             | —                             | —                             | - СОЕ: Золотой                                           |
| 1975                                      | Spirit of the Boogie - Релиз: Август 1975 - Лейбл: De-Lite Records - Форматы: LP, CD       | 48                            | 5                             | 18                            | —                             | —                             | —                             | —                             | —                             | —                             | —                             | —                             | —                             |                                                          |
| 1976                                      | Love & Understanding - Релиз: Март 1976 - Лейбл: De-Lite Records - Форматы: LP, CD         | 68                            | 9                             | —                             | —                             | —                             | —                             | —                             | —                             | —                             | —                             | —                             | —                             |                                                          |
| 1976                                      | Open Sesame - Релиз: Ноябрь 1976 - Лейбл: De-Lite Records - Форматы: LP, CD                | 110                           | 9                             | 32                            | —                             | —                             | —                             | —                             | —                             | 24                            | —                             | —                             | —                             |                                                          |
| 1977                                      | The Force - Релиз: 1977 - Лейбл: De-Lite Records - Формат: LP                              | 142                           | 33                            | —                             | —                             | —                             | —                             | —                             | —                             | —                             | —                             | —                             | —                             |                                                          |
| 1978                                      | Everybody's Dancin' - Релиз: 1978 - Лейбл: De-Lite Records - Формат: LP                    | —                             | 71                            | —                             | —                             | —                             | —                             | —                             | —                             | —                             | —                             | —                             | —                             |                                                          |
| 1979                                      | Ladies Night - Релиз: 6 сентября 1979 - Лейбл: De-Lite Records - Форматы: LP, CS, CD       | 13                            | 1                             | —                             | —                             | —                             | —                             | —                             | —                             | 56                            | 43                            | —                             | —                             | - СОЕ: Платиновый                                        |
| 1980                                      | Celebrate! - Релиз: 29 сентября 1980 - Лейбл: De-Lite Records - Форматы: LP, CS, CD        | 10                            | 2                             | —                             | 72                            | —                             | —                             | —                             | —                             | 7                             | 13                            | 20                            | —                             | - СОЕ: Платиновый - КАН: Золотой                         |
| 1981                                      | Something Special - Релиз: 24 сентября 1981 - Лейбл: De-Lite Records - Форматы: LP, CS, CD | 12                            | 1                             | —                             | —                             | —                             | 10                            | —                             | 16                            | —                             | 28                            | 13                            | —                             | - СОЕ: Платиновый - ВЕЛ: Золотой                         |
| 1982                                      | As One - Релиз: 7 сентября 1982 - Лейбл: De-Lite Records - Форматы: LP, CD                 | 29                            | 5                             | —                             | —                             | —                             | 49                            | 25                            | 12                            | —                             | —                             | 41                            | —                             | - СОЕ: Золотой                                           |
| 1983                                      | In the Heart - Релиз: 21 ноября 1983 - Лейбл: De-Lite Records - Форматы: LP, CD            | 29                            | 5                             | —                             | —                             | —                             | 18                            | 19                            | —                             | —                             | 17                            | 32                            | —                             | - СОЕ: Золотой - ВЕЛ: Серебряный                         |
| 1984                                      | Emergency - Релиз: 15 ноября 1984 - Лейбл: De-Lite Records - Форматы: LP, CS, CD           | 13                            | 3                             | —                             | 45                            | 23                            | 47                            | 26                            | —                             | 24                            | 13                            | 41                            | 10                            | - ВЕЛ: Серебряный - КАН: Платиновый - СОЕ: 2х Платиновый |
| 1986                                      | Forever - Релиз: 3 ноября 1986 - Лейбл: Mercury Records - Форматы: LP, CD                  | 25                            | 9                             | —                             | 71                            | —                             | —                             | 14                            | —                             | —                             | —                             | 49                            | 13                            | - СОЕ: Золотой - КАН: Золотой                            |
| 1989                                      | Sweat - Релиз: 1989 - Лейбл: Mercury Records - Форматы: LP, CS, CD                         | —                             | 52                            | —                             | —                             | —                             | —                             | 28                            | —                             | —                             | —                             | —                             | 30                            |                                                          |
| 1992                                      | Unite - Релиз: 1992 - Лейбл: JRS Records - Формат: CD                                      | —                             | —                             | —                             | —                             | —                             | —                             | 94                            | —                             | —                             | —                             | —                             | —                             |                                                          |
| 1995                                      | State of Affairs - Релиз: 1995 - Лейбл: Curb Records - Формат: CD                          | —                             | —                             | —                             | —                             | —                             | —                             | —                             | —                             | —                             | —                             | —                             | —                             |                                                          |
| 2001                                      | Gangland - Релиз: 2001 - Лейбл: Eagle Music - Формат: CD                                   | —                             | —                             | —                             | —                             | —                             | —                             | —                             | —                             | —                             | —                             | —                             | —                             |                                                          |
| 2007                                      | Still Kool - Релиз: 2007 - Лейблы: KTFA Records, New Door Records - Формат: CD             | —                             | 31                            | —                             | —                             | —                             | —                             | —                             | —                             | —                             | —                             | —                             | —                             |                                                          |
| «—» ставится, если альбом не попал в чарт |                                                                                            |                               |                               |                               |                               |                               |                               |                               |                               |                               |                               |                               |                               |                                                          |

## Мини-альбомы
| Год                                       | Описание                                                    | Максимальные позиции в чартах | Максимальные позиции в чартах | Максимальные позиции в чартах | Максимальные позиции в чартах | Максимальные позиции в чартах | Максимальные позиции в чартах | Максимальные позиции в чартах | Максимальные позиции в чартах | Максимальные позиции в чартах |
| Год                                       | Описание                                                    | СОЕ                           | АВС                           | АВТ                           | ВЕЛ                           | ГЕР                           | НИД                           | НОЗ                           | ШВА                           |                               |
| ----------------------------------------- | ----------------------------------------------------------- | ----------------------------- | ----------------------------- | ----------------------------- | ----------------------------- | ----------------------------- | ----------------------------- | ----------------------------- | ----------------------------- | ----------------------------- |
| 1986                                      | Victory - Релиз: 1986 - Лейбл: Mercury Records - Формат: LP | —                             | —                             | —                             | —                             | —                             | —                             | —                             | —                             |                               |
| «—» ставится, если альбом не попал в чарт |                                                             |                               |                               |                               |                               |                               |                               |                               |                               |                               |

## Концертные альбомы
| Год                                       | Альбом                                                                           | Максимальные позиции в хит-парадах | Максимальные позиции в хит-парадах | Максимальные позиции в хит-парадах | Максимальные позиции в хит-парадах | Максимальные позиции в хит-парадах | Максимальные позиции в хит-парадах | Максимальные позиции в хит-парадах | Максимальные позиции в хит-парадах |
| Год                                       | Альбом                                                                           | СОЕ                                | СОЕ R&B                            | АВТ                                | ВЕЛ                                | ГЕР                                | НИД                                | НОЗ                                | ШВА                                |
| ----------------------------------------- | -------------------------------------------------------------------------------- | ---------------------------------- | ---------------------------------- | ---------------------------------- | ---------------------------------- | ---------------------------------- | ---------------------------------- | ---------------------------------- | ---------------------------------- |
| 1971                                      | Live at the Sex Machine - Релиз: 1971 - Лейбл: De-Lite Records - Форматы: LP, CD | 122                                | 6                                  | —                                  | —                                  | —                                  | —                                  | —                                  | —                                  |
| 1971                                      | Live at PJ's - Релиз: 1971 - Лейбл: De-Lite Records - Форматы: LP, CD            | 171                                | 24                                 | —                                  | —                                  | —                                  | —                                  | —                                  | —                                  |
| 1998                                      | Greatest Hits Live - Релиз: 1998 - Лейбл: ARC Records - Формат: CD               | —                                  | —                                  | —                                  | —                                  | —                                  | —                                  | —                                  | —                                  |
| 2002                                      | Too Hot Live - Релиз: 2002 - Лейбл: Boa Records - Формат: CD                     | —                                  | —                                  | —                                  | —                                  | —                                  | —                                  | —                                  | —                                  |
| 2003                                      | Live - Релиз: 2003 - Лейбл: Going for a Song - Формат: CD                        | —                                  | —                                  | —                                  | —                                  | —                                  | —                                  | —                                  | —                                  |
| «—» ставится, если альбом не попал в чарт |                                                                                  |                                    |                                    |                                    |                                    |                                    |                                    |                                    |                                    |

## Сборники
| Год                                       | Альбом | Максимальные позиции в хит-парадах | Максимальные позиции в хит-парадах | Максимальные позиции в хит-парадах | Максимальные позиции в хит-парадах | Максимальные позиции в хит-парадах | Максимальные позиции в хит-парадах | Максимальные позиции в хит-парадах | Максимальные позиции в хит-парадах | Максимальные позиции в хит-парадах | Максимальные позиции в хит-парадах | Максимальные позиции в хит-парадах | Сертификации   |
| Год                                       | Альбом | СОЕ                                | СОЕ R&B                            | СОЕ Jazz                           | БЕЛ                                | ВЕЛ                                | ГЕР                                | НИД                                | НОЗ                                | ФРА                                | ШВА                                | ШВЕ                                | Сертификации   |
| ----------------------------------------- | --- | ---------------------------------- | ---------------------------------- | ---------------------------------- | ---------------------------------- | ---------------------------------- | ---------------------------------- | ---------------------------------- | ---------------------------------- | ---------------------------------- | ---------------------------------- | ---------------------------------- | -------------- |
| 1971                                      | The Best of Kool and the Gang - Релиз: 1971 - Лейбл: De-Lite Records - Формат: LP                           | 157                                | 32                                 | —                                  | —                                  | —                                  | —                                  | —                                  | —                                  | —                                  | —                                  | —                                  |                |
| 1974                                      | Kool Jazz - Релиз: 1974 - Лейбл: De-Lite Records - Форматы: LP, CD                                          | 187                                | 26                                 | 14                                 | —                                  | —                                  | —                                  | —                                  | —                                  | —                                  | —                                  | —                                  |                |
| 1975                                      | Greatest Hits! - Релиз: 1975 - Лейбл: De-Lite Records - Формат: LP                                          | 81                                 | 21                                 | —                                  | —                                  | —                                  | —                                  | —                                  | —                                  | —                                  | —                                  | —                                  |                |
| 1978                                      | Kool & the Gang Spin Their Top Hits - Релиз: 1978 - Лейбл: De-Lite Records - Форматы: LP, CD                | —                                  | —                                  | —                                  | —                                  | —                                  | —                                  | —                                  | —                                  | —                                  | —                                  | —                                  |                |
| 1983                                      | Twice as Kool: The Hits of Kool & the Gang - Релиз: 1983 - Лейбл: De-Lite Records - Формат: LP              | —                                  | —                                  | —                                  | —                                  | 4                                  | —                                  | —                                  | —                                  | —                                  | —                                  | —                                  | - ВЕЛ: Золотой |
| 1984                                      | The Very Best of Kool & the Gang: Let's Go Dancing - Релиз: 1984 - Лейбл: De-Lite Records - Форматы: LP, CS | —                                  | —                                  | —                                  | —                                  | —                                  | —                                  | 21                                 | —                                  | —                                  | —                                  | —                                  |                |
| 1985                                      | Best of - Релиз: 1985 - Лейбл: De-Lite Records - Форматы: LP, CD                                            | —                                  | —                                  | —                                  | —                                  | —                                  | —                                  | —                                  | —                                  | —                                  | —                                  | 19                                 |                |
| 1988                                      | Everything's Kool & the Gang: Greatest Hits & More - Релиз: 1988 - Лейбл: Mercury Records - Форматы: LP, CD | —                                  | —                                  | —                                  | —                                  | —                                  | 17                                 | 73                                 | —                                  | —                                  | 26                                 | —                                  |                |
| 1988                                      | The Singles Collection - Релиз: 1988 - Лейбл: De-Lite Records - Форматы: LP, CS, CD                         | —                                  | —                                  | —                                  | —                                  | 28                                 | —                                  | —                                  | —                                  | —                                  | —                                  | —                                  | - ВЕЛ: Золотой |
| 1990                                      | The Very Best of Kool & the Gang - Релиз: 1990 - Лейбл: Arcade Records - Форматы: LP, CD                    | —                                  | —                                  | —                                  | —                                  | —                                  | —                                  | 22                                 | —                                  | —                                  | —                                  | —                                  |                |
| 1990                                      | Kool Love - Релиз: 1990 - Лейбл: Telstar Records - Форматы: LP, CS, CD                                      | —                                  | —                                  | —                                  | —                                  | 50                                 | —                                  | —                                  | —                                  | —                                  | —                                  | —                                  |                |
| 1993                                      | The Best of Kool & the Gang: 1969-1976 - Релиз: 1993 - Лейбл: Mercury Records - Форматы: LP, CD, CS         | —                                  | —                                  | —                                  | —                                  | —                                  | —                                  | —                                  | —                                  | —                                  | —                                  | —                                  |                |
| 1994                                      | Celebration: The Best of Kool & the Gang: 1979-1987 - Релиз: 1994 - Лейбл: Mercury Records - Формат: CD     | —                                  | —                                  | —                                  | —                                  | —                                  | —                                  | —                                  | —                                  | —                                  | —                                  | —                                  |                |
| 2000                                      | The Millennium Collection: The Best of Kool & the Gang - Релиз: 2000 - Лейбл: Universal Music - Формат: CD  | —                                  | —                                  | —                                  | —                                  | —                                  | —                                  | —                                  | —                                  | —                                  | —                                  | —                                  |                |
| 2000                                      | Get Down On It: The Very Best Of - Релиз: 2000 - Лейбл: Mercury Records - Формат: CD                        | —                                  | —                                  | —                                  | —                                  | —                                  | —                                  | —                                  | —                                  | —                                  | —                                  | —                                  |                |
| 2002                                      | The Funk Collection - Релиз: 2002 - Лейбл: Spectrum Music - Формат: CD                                      | —                                  | —                                  | —                                  | —                                  | —                                  | —                                  | —                                  | —                                  | —                                  | —                                  | —                                  |                |
| 2002                                      | The Kool & the Gang Collection — Live in Concert - Релиз: 2002 - Лейбл: Prism Leisure - Формат: CD          | —                                  | —                                  | —                                  | —                                  | —                                  | —                                  | —                                  | —                                  | —                                  | —                                  | —                                  |                |
| 2003                                      | The Ultimate Collection - Релиз: 2003 - Лейбл: Universal Records - Формат: CD                               | —                                  | —                                  | —                                  | —                                  | —                                  | —                                  | —                                  | —                                  | 171                                | —                                  | —                                  |                |
| 2003                                      | Gangthology - Релиз: 2003 - Лейбл: Universal Records - Формат: CD                                           | —                                  | —                                  | —                                  | —                                  | —                                  | —                                  | —                                  | —                                  | —                                  | —                                  | —                                  |                |
| 2004                                      | The Hits: Reloaded - Релиз: 2004 - Лейбл: Edel Records - Формат: CD                                         | —                                  | —                                  | —                                  | 50                                 | 56                                 | 26                                 | —                                  | —                                  | 30                                 | 19                                 | —                                  |                |
| 2005                                      | Gold - Релиз: 2005 - Лейбл: Island Def Jam Music Group - Формат: CD                                         | —                                  | —                                  | —                                  | —                                  | —                                  | —                                  | —                                  | —                                  | —                                  | —                                  | —                                  |                |
| 2007                                      | Colour Collection - Релиз: 27 октября 2007 - Лейбл: Universal Music - Формат: CD                            | —                                  | —                                  | —                                  | —                                  | —                                  | —                                  | —                                  | —                                  | —                                  | —                                  | —                                  |                |
| 2011                                      | Icon - Релиз: 2011 - Лейблы: Universal Music Group International, Mercury Records - Формат: CD              | —                                  | —                                  | —                                  | —                                  | —                                  | —                                  | —                                  | —                                  | —                                  | —                                  | —                                  |                |
| «—» ставится, если альбом не попал в чарт | |                                    |                                    |                                    |                                    |                                    |                                    |                                    |                                    |                                    |                                    |                                    |                |

## Синглы
| Год                                       | Сингл                                            | Максимальные позиции в хит-парадах | Максимальные позиции в хит-парадах | Максимальные позиции в хит-парадах | Максимальные позиции в хит-парадах | Максимальные позиции в хит-парадах | Максимальные позиции в хит-парадах | Максимальные позиции в хит-парадах | Максимальные позиции в хит-парадах | Максимальные позиции в хит-парадах | Максимальные позиции в хит-парадах | Максимальные позиции в хит-парадах | Максимальные позиции в хит-парадах | Максимальные позиции в хит-парадах | Максимальные позиции в хит-парадах | Максимальные позиции в хит-парадах | Максимальные позиции в хит-парадах | Максимальные позиции в хит-парадах | Максимальные позиции в хит-парадах | Максимальные позиции в хит-парадах | Максимальные позиции в хит-парадах | Сертификации                                          |
| Год                                       | Сингл                                            | СОЕ                                | СОЕ R&B                            | СОЕ Dan                            | СОЕ A/C                            | АВС                                | АВТ                                | БЕЛ                                | БЕЛ                                | ВЕЛ                                | ГЕР                                | ИТА                                | ИРЯ                                | КАН                                | НИД                                | НОЗ                                | НОР                                | ФРА                                | ШВА                                | ШВЕ                                | ЮЖН                                | Сертификации                                          |
| ----------------------------------------- | ------------------------------------------------ | ---------------------------------- | ---------------------------------- | ---------------------------------- | ---------------------------------- | ---------------------------------- | ---------------------------------- | ---------------------------------- | ---------------------------------- | ---------------------------------- | ---------------------------------- | ---------------------------------- | ---------------------------------- | ---------------------------------- | ---------------------------------- | ---------------------------------- | ---------------------------------- | ---------------------------------- | ---------------------------------- | ---------------------------------- | ---------------------------------- | ----------------------------------------------------- |
| 1969                                      | «Kool and the Gang»                              | 59                                 | 19                                 | —                                  | —                                  | —                                  | —                                  | —                                  | —                                  | —                                  | —                                  | —                                  | —                                  | 81                                 | —                                  | —                                  | —                                  | —                                  | —                                  | —                                  | —                                  |                                                       |
| 1969                                      | «The Gangs Back Again» (сторона А)               | 85                                 | 37                                 | —                                  | —                                  | —                                  | —                                  | —                                  | —                                  | —                                  | —                                  | —                                  | —                                  | —                                  | —                                  | —                                  | —                                  | —                                  | —                                  | —                                  | —                                  |                                                       |
| 1969                                      | «Kools Back Again» (сторона Б)                   | —                                  | 37                                 | —                                  | —                                  | —                                  | —                                  | —                                  | —                                  | —                                  | —                                  | —                                  | —                                  | 68                                 | —                                  | —                                  | —                                  | —                                  | —                                  | —                                  | —                                  |                                                       |
| 1970                                      | «Can't Stop (Doing It to You)»                   | —                                  | —                                  | —                                  | —                                  | —                                  | —                                  | —                                  | —                                  | —                                  | —                                  | —                                  | —                                  | —                                  | —                                  | —                                  | —                                  | —                                  | —                                  | —                                  | —                                  |                                                       |
| 1970                                      | «Let the Music Take Your Mind»                   | 78                                 | 19                                 | —                                  | —                                  | —                                  | —                                  | —                                  | —                                  | —                                  | —                                  | —                                  | —                                  | —                                  | —                                  | —                                  | —                                  | —                                  | —                                  | —                                  | —                                  |                                                       |
| 1970                                      | «Funky Man»                                      | 87                                 | 16                                 | —                                  | —                                  | —                                  | —                                  | —                                  | —                                  | —                                  | —                                  | —                                  | —                                  | —                                  | —                                  | —                                  | —                                  | —                                  | —                                  | —                                  | —                                  |                                                       |
| 1971                                      | «Who's Gonna Take the Weight (Part One)»         | —                                  | 28                                 | —                                  | —                                  | —                                  | —                                  | —                                  | —                                  | —                                  | —                                  | —                                  | —                                  | —                                  | —                                  | —                                  | —                                  | —                                  | —                                  | —                                  | —                                  |                                                       |
| 1971                                      | «I Want to Take You Higher»                      | —                                  | 35                                 | —                                  | —                                  | —                                  | —                                  | —                                  | —                                  | —                                  | —                                  | —                                  | —                                  | —                                  | —                                  | —                                  | —                                  | —                                  | —                                  | —                                  | —                                  |                                                       |
| 1971                                      | «N.T. Part I»                                    | —                                  | —                                  | —                                  | —                                  | —                                  | —                                  | —                                  | —                                  | —                                  | —                                  | —                                  | —                                  | —                                  | —                                  | —                                  | —                                  | —                                  | —                                  | —                                  | —                                  |                                                       |
| 1972                                      | «Love the Life You Live, Part I»                 | —                                  | 31                                 | —                                  | —                                  | —                                  | —                                  | —                                  | —                                  | —                                  | —                                  | —                                  | —                                  | —                                  | —                                  | —                                  | —                                  | —                                  | —                                  | —                                  | —                                  |                                                       |
| 1972                                      | «Music Is the Message (Part 1)»                  | —                                  | —                                  | —                                  | —                                  | —                                  | —                                  | —                                  | —                                  | —                                  | —                                  | —                                  | —                                  | —                                  | —                                  | —                                  | —                                  | —                                  | —                                  | —                                  | —                                  |                                                       |
| 1972                                      | «Good Times»                                     | —                                  | —                                  | —                                  | —                                  | —                                  | —                                  | —                                  | —                                  | —                                  | —                                  | —                                  | —                                  | —                                  | —                                  | —                                  | —                                  | —                                  | —                                  | —                                  | —                                  |                                                       |
| 1972                                      | «Funky Granny»                                   | —                                  | —                                  | —                                  | —                                  | —                                  | —                                  | —                                  | —                                  | —                                  | —                                  | —                                  | —                                  | —                                  | —                                  | —                                  | —                                  | —                                  | —                                  | —                                  | —                                  |                                                       |
| 1973                                      | «Country Junky»                                  | —                                  | —                                  | —                                  | —                                  | —                                  | —                                  | —                                  | —                                  | —                                  | —                                  | —                                  | —                                  | —                                  | —                                  | —                                  | —                                  | —                                  | —                                  | —                                  | —                                  |                                                       |
| 1973                                      | «Funky Stuff»                                    | 29                                 | 5                                  | —                                  | —                                  | —                                  | —                                  | —                                  | —                                  | —                                  | —                                  | —                                  | —                                  | —                                  | —                                  | —                                  | —                                  | —                                  | —                                  | —                                  | —                                  |                                                       |
| 1973                                      | «Jungle Boogie»                                  | 4                                  | 2                                  | —                                  | —                                  | —                                  | —                                  | —                                  | —                                  | —                                  | 45                                 | —                                  | —                                  | 29                                 | —                                  | —                                  | —                                  | —                                  | —                                  | —                                  | —                                  | - СОЕ: Золотой                                        |
| 1974                                      | «Hollywood Swinging»                             | 6                                  | 1                                  | —                                  | —                                  | —                                  | —                                  | —                                  | —                                  | —                                  | —                                  | —                                  | —                                  | 17                                 | —                                  | —                                  | —                                  | —                                  | —                                  | —                                  | —                                  | - СОЕ: Золотой                                        |
| 1974                                      | «Higher Plane»                                   | 37                                 | 1                                  | —                                  | —                                  | —                                  | —                                  | —                                  | —                                  | —                                  | —                                  | —                                  | —                                  | 73                                 | —                                  | —                                  | —                                  | —                                  | —                                  | —                                  | —                                  |                                                       |
| 1974                                      | «Rhyme Tyme People»                              | 63                                 | 3                                  | —                                  | —                                  | —                                  | —                                  | —                                  | —                                  | —                                  | —                                  | —                                  | —                                  | —                                  | —                                  | —                                  | —                                  | —                                  | —                                  | —                                  | —                                  |                                                       |
| 1975                                      | «Spirit of the Boogie» (сторона А)               | 35                                 | 1                                  | —                                  | —                                  | —                                  | —                                  | —                                  | —                                  | —                                  | —                                  | —                                  | —                                  | 71                                 | —                                  | —                                  | —                                  | —                                  | —                                  | —                                  | —                                  |                                                       |
| 1975                                      | «Summer Madness» (сторона Б)                     | 35                                 | 36                                 | —                                  | —                                  | —                                  | —                                  | —                                  | —                                  | —                                  | —                                  | —                                  | —                                  | —                                  | —                                  | —                                  | —                                  | —                                  | —                                  | —                                  | —                                  |                                                       |
| 1975                                      | «Caribbean Festival»                             | 55                                 | 6                                  | —                                  | —                                  | —                                  | —                                  | —                                  | —                                  | —                                  | —                                  | —                                  | —                                  | 55                                 | —                                  | —                                  | —                                  | —                                  | —                                  | —                                  | —                                  |                                                       |
| 1976                                      | «Love and Understanding (Come Together)»         | 77                                 | 8                                  | —                                  | —                                  | —                                  | —                                  | —                                  | —                                  | —                                  | —                                  | —                                  | —                                  | —                                  | —                                  | —                                  | —                                  | —                                  | —                                  | —                                  | —                                  |                                                       |
| 1976                                      | «Universal Sound»                                | —                                  | 71                                 | —                                  | —                                  | —                                  | —                                  | —                                  | —                                  | —                                  | —                                  | —                                  | —                                  | —                                  | —                                  | —                                  | —                                  | —                                  | —                                  | —                                  | —                                  |                                                       |
| 1976                                      | «Open Sesame — Part 1»                           | 55                                 | 6                                  | 13                                 | —                                  | —                                  | —                                  | —                                  | —                                  | —                                  | —                                  | —                                  | —                                  | 70                                 | —                                  | —                                  | —                                  | —                                  | —                                  | —                                  | —                                  |                                                       |
| 1977                                      | «Super Band»                                     | —                                  | 17                                 | —                                  | —                                  | —                                  | —                                  | —                                  | —                                  | —                                  | —                                  | —                                  | —                                  | —                                  | —                                  | —                                  | —                                  | —                                  | —                                  | —                                  | —                                  |                                                       |
| 1978                                      | «Slick Superchick»                               | —                                  | 19                                 | —                                  | —                                  | —                                  | —                                  | —                                  | —                                  | —                                  | —                                  | —                                  | —                                  | —                                  | —                                  | —                                  | —                                  | —                                  | —                                  | —                                  | —                                  |                                                       |
| 1978                                      | «A Place in Space»                               | —                                  | —                                  | —                                  | —                                  | —                                  | —                                  | —                                  | —                                  | —                                  | —                                  | —                                  | —                                  | —                                  | —                                  | —                                  | —                                  | —                                  | —                                  | —                                  | —                                  |                                                       |
| 1978                                      | «I Like Music»                                   | —                                  | —                                  | —                                  | —                                  | —                                  | —                                  | —                                  | —                                  | —                                  | —                                  | —                                  | —                                  | —                                  | —                                  | —                                  | —                                  | —                                  | —                                  | —                                  | —                                  |                                                       |
| 1978                                      | «Everybody's Dancin'»                            | —                                  | 65                                 | —                                  | —                                  | —                                  | —                                  | —                                  | —                                  | —                                  | —                                  | —                                  | —                                  | —                                  | —                                  | —                                  | —                                  | —                                  | —                                  | —                                  | —                                  |                                                       |
| 1979                                      | «Ladies' Night»                                  | 8                                  | 1                                  | 5                                  | —                                  | —                                  | 18                                 | 14                                 | —                                  | 9                                  | 18                                 | —                                  | —                                  | 4                                  | 12                                 | —                                  | 10                                 | —                                  | 7                                  | —                                  | —                                  | - СОЕ: Золотой - КАН: Золотой                         |
| 1979                                      | «Too Hot»                                        | 5                                  | 3                                  | —                                  | 11                                 | —                                  | —                                  | —                                  | —                                  | 23                                 | —                                  | —                                  | —                                  | 18                                 | —                                  | —                                  | —                                  | —                                  | —                                  | —                                  | —                                  | - СОЕ: Золотой                                        |
| 1980                                      | «Hangin' Out»                                    | —                                  | 36                                 | —                                  | —                                  | —                                  | —                                  | —                                  | —                                  | 52                                 | 53                                 | —                                  | —                                  | —                                  | —                                  | —                                  | —                                  | —                                  | —                                  | —                                  | —                                  |                                                       |
| 1980                                      | «Celebration»                                    | 1                                  | 1                                  | 1                                  | —                                  | 33                                 | —                                  | 3                                  | —                                  | 7                                  | 17                                 | —                                  | 18                                 | 5                                  | 2                                  | 1                                  | —                                  | 129                                | 6                                  | —                                  | 2                                  | - ВЕЛ: Серебряный - СОЕ: Платиновый - КАН: Платиновый |
| 1981                                      | «Take It to the Top»                             | —                                  | 11                                 | —                                  | —                                  | —                                  | —                                  | 23                                 | —                                  | 15                                 | 63                                 | —                                  | 26                                 | —                                  | —                                  | —                                  | —                                  | —                                  | —                                  | —                                  | —                                  |                                                       |
| 1981                                      | «Jones Vs. Jones»                                | 39                                 | 33                                 | —                                  | —                                  | —                                  | —                                  | —                                  | —                                  | 17                                 | —                                  | —                                  | 17                                 | —                                  | —                                  | —                                  | —                                  | —                                  | —                                  | —                                  | —                                  |                                                       |
| 1981                                      | «Take My Heart (You Can Have It If You Want It)» | 17                                 | 1                                  | 16                                 | —                                  | —                                  | —                                  | —                                  | —                                  | 29                                 | 39                                 | —                                  | 27                                 | —                                  | —                                  | 41                                 | —                                  | —                                  | —                                  | —                                  | —                                  |                                                       |
| 1981                                      | «Steppin' Out»                                   | 89                                 | 12                                 | 16                                 | —                                  | —                                  | —                                  | —                                  | —                                  | 12                                 | —                                  | —                                  | 20                                 | —                                  | —                                  | —                                  | —                                  | —                                  | —                                  | —                                  | —                                  |                                                       |
| 1981                                      | «Get Down on It»                                 | 10                                 | 4                                  | 16                                 | —                                  | 74                                 | —                                  | 15                                 | 5                                  | 3                                  | 43                                 | —                                  | 11                                 | 11                                 | 10                                 | 3                                  | —                                  | —                                  | —                                  | —                                  | 1                                  | - ВЕЛ: Серебряный - СОЕ: Золотой                      |
| 1982                                      | «Big Fun»                                        | 21                                 | 6                                  | —                                  | —                                  | —                                  | —                                  | 19                                 | —                                  | 14                                 | 40                                 | —                                  | 16                                 | —                                  | 30                                 | 40                                 | —                                  | —                                  | —                                  | —                                  | —                                  |                                                       |
| 1982                                      | «Let's Go Dancin' (Ooh La, La, La)»              | 30                                 | 7                                  | —                                  | —                                  | —                                  | —                                  | 5                                  | —                                  | 6                                  | 49                                 | —                                  | 8                                  | —                                  | 14                                 | 34                                 | —                                  | —                                  | —                                  | —                                  | 3                                  |                                                       |
| 1982                                      | «Hi De Hi, Hi De Ho»                             | —                                  | —                                  | —                                  | —                                  | —                                  | —                                  | 15                                 | —                                  | 29                                 | —                                  | —                                  | 17                                 | —                                  | 23                                 | —                                  | —                                  | —                                  | —                                  | —                                  | —                                  |                                                       |
| 1983                                      | «Street Kids»                                    | —                                  | 78                                 | —                                  | —                                  | —                                  | —                                  | —                                  | —                                  | —                                  | —                                  | —                                  | —                                  | —                                  | —                                  | —                                  | —                                  | —                                  | —                                  | —                                  | —                                  |                                                       |
| 1983                                      | «Straight Ahead»                                 | —                                  | —                                  | —                                  | —                                  | —                                  | —                                  | 16                                 | —                                  | 15                                 | —                                  | —                                  | —                                  | —                                  | 11                                 | —                                  | —                                  | —                                  | —                                  | —                                  | —                                  |                                                       |
| 1983                                      | «Joanna»                                         | 2                                  | 1                                  | —                                  | 2                                  | 45                                 | —                                  | —                                  | —                                  | 2                                  | 18                                 | —                                  | 4                                  | 18                                 | 35                                 | 7                                  | —                                  | —                                  | —                                  | —                                  | —                                  | - ВЕЛ: Серебряный - СОЕ: Золотой                      |
| 1984                                      | «Tonight»                                        | 13                                 | 7                                  | —                                  | —                                  | —                                  | —                                  | —                                  | —                                  | —                                  | —                                  | —                                  | —                                  | —                                  | 48                                 | —                                  | —                                  | —                                  | —                                  | —                                  | —                                  |                                                       |
| 1984                                      | «(When You Say You Love Somebody) In the Heart»  | —                                  | —                                  | —                                  | —                                  | —                                  | —                                  | —                                  | —                                  | 7                                  | —                                  | —                                  | 9                                  | —                                  | 43                                 | —                                  | —                                  | —                                  | —                                  | —                                  | —                                  |                                                       |
| 1984                                      | «Fresh»                                          | 9                                  | 1                                  | 1                                  | 5                                  | —                                  | —                                  | 8                                  | —                                  | 11                                 | 26                                 | —                                  | 19                                 | 10                                 | 27                                 | —                                  | —                                  | 28                                 | —                                  | —                                  | —                                  | - ВЕЛ: Серебряный - КАН: Золотой                      |
| 1984                                      | «Misled»                                         | 10                                 | 3                                  | 9                                  | —                                  | 8                                  | —                                  | 21                                 | —                                  | 28                                 | 46                                 | —                                  | —                                  | 38                                 | —                                  | —                                  | —                                  | —                                  | —                                  | —                                  | —                                  |                                                       |
| 1985                                      | «Cherish»                                        | 2                                  | 1                                  | —                                  | 1                                  | 8                                  | 3                                  | 3                                  | —                                  | 4                                  | 5                                  | —                                  | 6                                  | 2                                  | 3                                  | —                                  | —                                  | 11                                 | 2                                  | 19                                 | —                                  | - ВЕЛ: Серебряный - СОЕ: Золотой - КАН: Платиновый    |
| 1985                                      | «Emergency»                                      | 18                                 | 7                                  | 41                                 | —                                  | —                                  | —                                  | —                                  | —                                  | 50                                 | 56                                 | —                                  | 26                                 | —                                  | 48                                 | —                                  | —                                  | —                                  | —                                  | —                                  | —                                  |                                                       |
| 1986                                      | «Victory»                                        | 10                                 | 2                                  | 35                                 | —                                  | 89                                 | —                                  | —                                  | —                                  | 30                                 | 11                                 | 16                                 | 17                                 | 36                                 | 44                                 | 22                                 | —                                  | 31                                 | 2                                  | —                                  | —                                  | - СОЕ: Золотой                                        |
| 1987                                      | «Stone Love»                                     | 10                                 | 4                                  | 41                                 | 11                                 | 94                                 | —                                  | —                                  | —                                  | 45                                 | 18                                 | —                                  | 29                                 | 75                                 | —                                  | —                                  | —                                  | 36                                 | 22                                 | —                                  | —                                  |                                                       |
| 1987                                      | «Holiday»                                        | 66                                 | 9                                  | —                                  | —                                  | —                                  | —                                  | —                                  | —                                  | —                                  | 24                                 | —                                  | —                                  | —                                  | —                                  | —                                  | —                                  | —                                  | —                                  | —                                  | —                                  |                                                       |
| 1987                                      | «Special Way»                                    | 72                                 | —                                  | —                                  | 6                                  | —                                  | —                                  | —                                  | —                                  | —                                  | —                                  | —                                  | —                                  | —                                  | —                                  | —                                  | —                                  | —                                  | —                                  | —                                  | —                                  |                                                       |
| 1987                                      | «Peace Maker»                                    | —                                  | —                                  | —                                  | —                                  | —                                  | —                                  | 18                                 | —                                  | —                                  | —                                  | —                                  | —                                  | —                                  | 20                                 | —                                  | —                                  | —                                  | —                                  | —                                  | —                                  |                                                       |
| 1988                                      | «Rags to Riches»                                 | —                                  | 38                                 | —                                  | —                                  | —                                  | —                                  | —                                  | —                                  | —                                  | 26                                 | —                                  | —                                  | —                                  | 93                                 | —                                  | —                                  | —                                  | —                                  | —                                  | —                                  |                                                       |
| 1988                                      | «Strong»                                         | —                                  | —                                  | —                                  | —                                  | —                                  | —                                  | —                                  | —                                  | —                                  | 61                                 | —                                  | —                                  | —                                  | —                                  | —                                  | —                                  | —                                  | —                                  | —                                  | —                                  |                                                       |
| 1988                                      | «Celebration» (ремикс)                           | —                                  | —                                  | —                                  | —                                  | —                                  | —                                  | —                                  | —                                  | 56                                 | 40                                 | —                                  | —                                  | —                                  | —                                  | —                                  | —                                  | —                                  | —                                  | —                                  | —                                  |                                                       |
| 1989                                      | «Raindrops»                                      | —                                  | 27                                 | —                                  | —                                  | —                                  | —                                  | —                                  | —                                  | —                                  | 42                                 | —                                  | —                                  | —                                  | —                                  | —                                  | —                                  | —                                  | —                                  | —                                  | —                                  |                                                       |
| 1989                                      | «Never Give Up»                                  | —                                  | 74                                 | —                                  | —                                  | —                                  | —                                  | —                                  | —                                  | —                                  | —                                  | —                                  | —                                  | —                                  | —                                  | —                                  | —                                  | —                                  | —                                  | —                                  | —                                  |                                                       |
| 1990                                      | «1990 Kool & the Gang Hitmix»                    | —                                  | —                                  | —                                  | —                                  | —                                  | —                                  | —                                  | —                                  | —                                  | —                                  | —                                  | —                                  | —                                  | —                                  | —                                  | —                                  | 31                                 | —                                  | —                                  | —                                  |                                                       |
| 1991                                      | «Get Down on It» (ремикс)                        | —                                  | —                                  | —                                  | —                                  | —                                  | —                                  | —                                  | —                                  | 69                                 | —                                  | —                                  | —                                  | —                                  | —                                  | —                                  | —                                  | —                                  | —                                  | —                                  | —                                  |                                                       |
| 1991                                      | «Victory» (ремикс)                               | —                                  | —                                  | —                                  | —                                  | —                                  | —                                  | —                                  | —                                  | —                                  | —                                  | —                                  | —                                  | —                                  | —                                  | —                                  | —                                  | 37                                 | —                                  | —                                  | —                                  |                                                       |
| 1992                                      | «(Jump Up on The) Rhythm and Ride»               | —                                  | —                                  | —                                  | —                                  | —                                  | —                                  | —                                  | —                                  | —                                  | —                                  | 28                                 | —                                  | —                                  | 52                                 | —                                  | —                                  | —                                  | —                                  | —                                  | —                                  |                                                       |
| 2000                                      | «Get Down on It (Eiffel 65 Remix)»               | —                                  | —                                  | —                                  | —                                  | —                                  | —                                  | —                                  | —                                  | —                                  | —                                  | —                                  | —                                  | —                                  | —                                  | —                                  | —                                  | 35                                 | 98                                 | —                                  | —                                  |                                                       |
| 2003                                      | «Ladies Night» (совместно с Atomic Kitten)       | —                                  | —                                  | —                                  | —                                  | 39                                 | 32                                 | 18                                 | 2                                  | 8                                  | 33                                 | 45                                 | —                                  | —                                  | 16                                 | —                                  | —                                  | 54                                 | 38                                 | —                                  | —                                  |                                                       |
| 2004                                      | «Get Down on It» (совместно с Blue & Лил Ким)    | —                                  | —                                  | —                                  | —                                  | —                                  | 41                                 | 24                                 | 1                                  | —                                  | 29                                 | —                                  | —                                  | —                                  | 96                                 | —                                  | —                                  | —                                  | 35                                 | —                                  | —                                  |                                                       |
| 2004                                      | «Ladies Night» (совместно с Шоном Полом)         | —                                  | —                                  | —                                  | —                                  | —                                  | —                                  | —                                  | —                                  | —                                  | —                                  | —                                  | —                                  | —                                  | —                                  | —                                  | —                                  | —                                  | —                                  | 58                                 | —                                  |                                                       |
| 2004                                      | «Fresh» (совместно с Liberty X)                  | —                                  | —                                  | —                                  | —                                  | —                                  | —                                  | —                                  | —                                  | —                                  | —                                  | —                                  | —                                  | —                                  | —                                  | —                                  | —                                  | 35                                 | —                                  | —                                  | —                                  |                                                       |
| 2005                                      | «Hollywood Swinging» (совместно с Jamiroquai)    | —                                  | —                                  | 5                                  | —                                  | —                                  | —                                  | —                                  | —                                  | —                                  | —                                  | —                                  | —                                  | —                                  | —                                  | —                                  | —                                  | —                                  | —                                  | —                                  | —                                  |                                                       |
| 2006                                      | «Steppin' into Love»                             | —                                  | 96                                 | —                                  | —                                  | —                                  | —                                  | —                                  | —                                  | —                                  | —                                  | —                                  | —                                  | —                                  | —                                  | —                                  | —                                  | —                                  | —                                  | —                                  | —                                  |                                                       |
| 2010                                      | «Miss Lead»                                      | —                                  | —                                  | —                                  | —                                  | —                                  | —                                  | —                                  | —                                  | —                                  | —                                  | —                                  | —                                  | —                                  | —                                  | —                                  | —                                  | —                                  | —                                  | —                                  | —                                  |                                                       |
| «—» ставится, если альбом не попал в чарт |                                                  |                                    |                                    |                                    |                                    |                                    |                                    |                                    |                                    |                                    |                                    |                                    |                                    |                                    |                                    |                                    |                                    |                                    |                                    |                                    |                                    |                                                       |

## Видеоальбомы
| Год  | Название                                                                                          |
| ---- | ------------------------------------------------------------------------------------------------- |
| 1984 | Tonight - Релиз: 1984 - Лейбл: Pioneer Artists - Формат: Laserdisc                                |
| 1999 | The Best Of MusikLaden-Live: Kool & The Gang - Релиз: 1999 - Лейбл: Pioneer Artists - Формат: DVD |
| 2005 | Classic - Релиз: 2005 - Лейблы: Mercury, Universal Music International - Формат: DVD              |
| 2007 | Videology - Релиз: 2007 - Лейблы: Mercury, UMe, Chronicles - Формат: DVD                          |

## Видеоклипы
| Год  | Название                                          | Режиссёр    |
| ---- | ------------------------------------------------- | ----------- |
| 1980 | «Celebration»                                     |             |
| 1981 | «Jones Vs. Jones»                                 |             |
| 1981 | «Take My Heart (You Can Have It, If You Want It)» |             |
| 1981 | «Steppin' Out»                                    |             |
| 1981 | «Get Down on It»                                  |             |
| 1982 | «Big Fun»                                         |             |
| 1982 | «Let's Go Dancin' (Ooh La, La, La)»               |             |
| 1982 | «Hi De Hi, Hi De Ho»                              |             |
| 1982 | «Love Festival»                                   |             |
| 1983 | «Joanna»                                          | Джо Кларк   |
| 1983 | «Straight Ahead»                                  | Найджел Дик |
| 1984 | «Tonight»                                         | Джей Дабин  |
| 1984 | «Fresh»                                           |             |
| 1984 | «Misled»                                          |             |
| 1985 | «Cherish»                                         |             |
| 1985 | «Emergency»                                       | Джон Даль   |
| 1986 | «Victory»                                         | Джон Даль   |
| 1987 | «Stone Love»                                      | Джон Даль   |
| 1988 | «Rags to Riches»                                  |             |
| 1988 | «Strong»                                          |             |